# Amityville 1993 : Votre heure a sonné
Pour les articles homonymes, voir Amityville.
Série Amityville
Amityville : La Malédiction
(1990) Amityville : Darkforce
(1993)
Pour plus de détails, voir Fiche technique et Distribution.
Amityville 1993 : Votre heure a sonné (Amityville 1992: It's about time) est un film américain réalisé par le Tony Randel, sorti directement en vidéo en 1992. Il est le sixième opus de la saga Amityville.

## Synopsis
Jacob revient de son voyage à Amityville et rapporte une mystérieuse horloge pour toute sa famille. Mais depuis l'arrivée de ce cadeau dans la maison, des phénomènes inexpliqués font surface. Jacob devient agressif et très malade et Lisa, la jeune fille, se transforme petit à petit en bombe sexuelle prête à tout. Entre Rusty, l'ado de la famille, qui croit dur comme fer aux activités paranormales et Andrea, l'ex-copine de Jacob, qui essaie de comprendre ce qui se passe, rien ne va plus et leur vie se transforme petit à petit en véritable enfer.

## Fiche Technique
Sauf indication contraire, les informations mentionnées dans cette section peuvent être confirmées par la base de données cinématographiques IMDb,  présente dans la section « Liens externes ».
- Titre original : Amityville 1992: It's about time
- Titre français : Amityville 1993 : Votre heure a sonné
- Réalisation : Tony Randel
- Scénario : Christopher DeFaria et Antonio Toro
- Musique : Daniel Licht
- Décors : Kim Hix
- Costumes : Randall Thropp
- Photographie : Christopher Taylor
- Son : Ingeborg Larson, Phil Norden, Melissa Peabody et Sabrina Stephenson
- Montage : Rick Finney
- Production : Christopher DeFaria
  - Coproducteur : John G. Jones
  - Producteurs délégués : Barry Bernardi et Steve White
  - Productrice associée : Jenny Fitzgibbons
- Sociétés de production : Steve White Productions et VPS Studios
- Sociétés de distribution :  Republic Pictures Home Video (VHS),   Fremantle (tout media)
- Pays d'origine :  États-Unis
- Langue originale : Anglais
- Format : Couleur — 1.33 : 1 — Dolby
- Genre : Epouvante-Horreur
- Durée : 95 minutes
- Dates de sortie :
  - États-Unis[1] : 16 juillet 1992 (en VHS)
  - France : 1993 (en VHS)
- Classification : R – Restricted aux USA

## Distribution
Sauf indication contraire ou complémentaire, les informations mentionnées dans cette section peuvent être confirmées par la base de données allocine.fr.
- Nita Talbot : Mrs. Iris Wheeler
- Stephen Macht : Jacob Sterling
- Jonathan Penner : Dr. Leonard Stafford
- Richard Miller : Mr. Andersen
- Terrie Snell : Mrs. Tetmann
- Megan Ward : Lisa Sterling
- Shawn Weatherly : Andrea Livingston
- Willie C. Carpenter : Le docteur
- Damon Martin (VF : Jean-Pascal Quilichini) : Rusty Sterling
- Dick Miller : Mr. Anderson